# Herrickia
Herrickia är ett släkte av korgblommiga växter. Herrickia ingår i familjen korgblommiga växter.
Kladogram enligt Catalogue of Life:
| Herrickia | \| \| Herrickia glauca \| \| \| \| \| \| Herrickia horrida \| \| \| \| \| \| Herrickia kingii \| \| \| \| \| \| Herrickia wasatchensis \| \| \| \| |
|           | \| \| Herrickia glauca \| \| \| \| \| \| Herrickia horrida \| \| \| \| \| \| Herrickia kingii \| \| \| \| \| \| Herrickia wasatchensis \| \| \| \| |
|           | Herrickia glauca |
|           | |
|           | Herrickia horrida |
|           | |
|           | Herrickia kingii |
|           | |
|           | Herrickia wasatchensis |
|           | |